# Hypercompe syntomiformis
Hypercompe syntomiformis là một loài bướm đêm thuộc phân họ Arctiinae, họ Erebidae.